# Yacimiento arqueológico de Valencia la Vieja

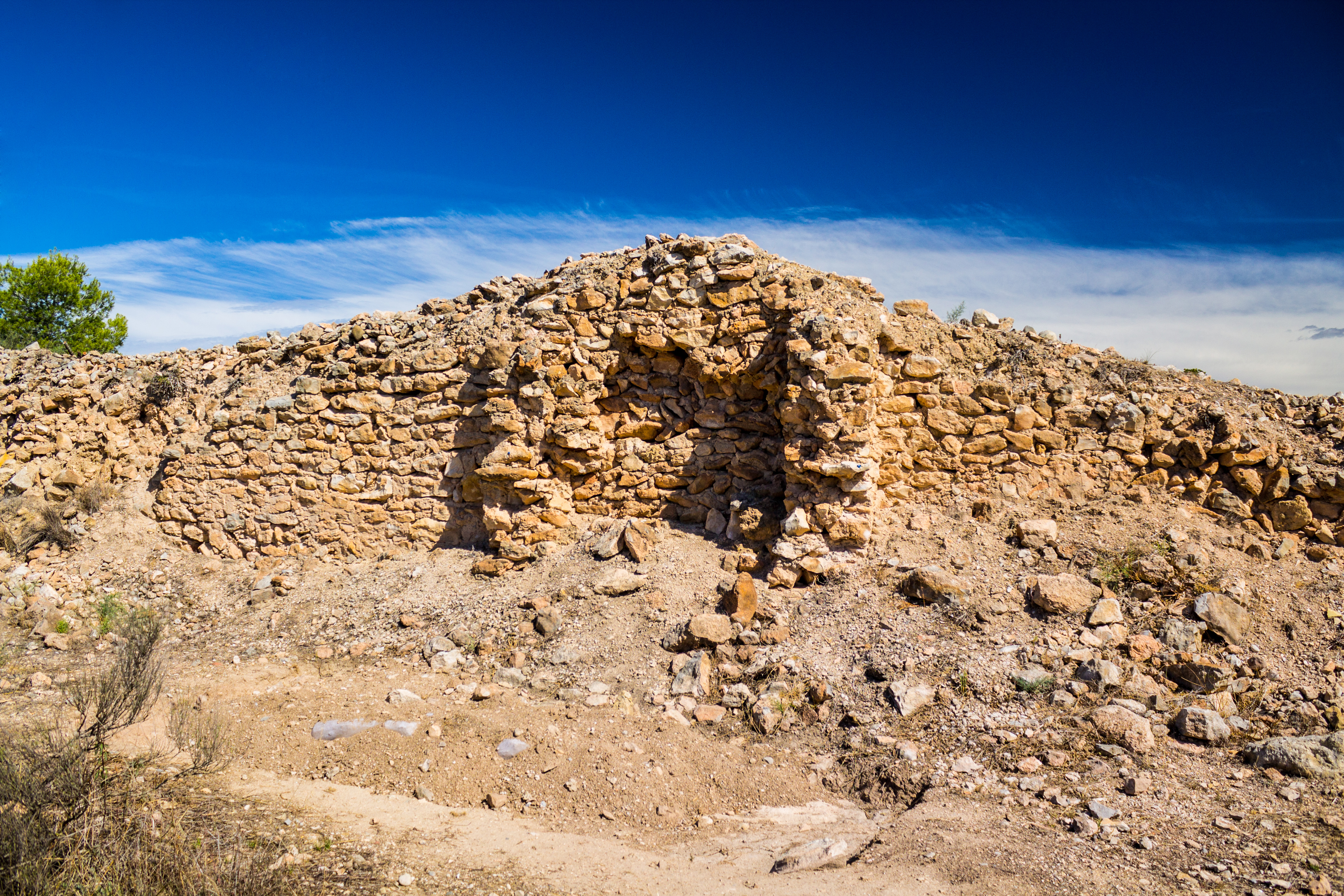
Sección sur del torreón del yacimiento arqueológico.

El yacimiento arqueológico de Pallantia o Valencia la Vieja (València la Vella en valenciano), con código 46.11.214-007, se ubica en el municipio de Ribarroja del Turia, en la comarca del Campo del Turia, en la provincia de Valencia. A pesar de estar catalogado como bien de interés cultural (mediante la Ley de Patrimonio de 1985), no presenta anotación ministerial, estando iniciado el expediente.

## Descripción histórico-artística
Pese a que tempranamente (en escritos del siglo XIV, en un documento del Consejo General de Valencia de 1374) el  topónimo de Valencia la Vieja ya se utilizaba, ha habido diversas interpretaciones acerca de los orígenes de estas ruinas. La leyenda popular cuenta que cuando el Imperio Romano llegó a esta zona, los primeros colonizadores construyeron un recinto fortificado a orillas del Turia, que buscaban un emplazamiento ideal para la creación de una nueva ciudad, la que acabaría siendo la actual Valencia. La leyenda afirma que este antiguo castro romano, predecesor de la fundación de nuestra capital, se correspondería con las ruinas de Valencia la Vieja, lo que justificaría su nombre. Durante mucho tiempo, esta leyenda llegó a considerarse como realmente historia pero hoy esta hipótesis ha sido rechazada por los especialistas que han llegado a datar el emplazamiento en época visigoda o tardorromana.
De todos modos, el yacimiento arqueológico está en constante estudio. Estos restos arqueológicos se encuentran situados en la partida del mismo nombre (Valencia la Vella), en un cerro aislado por el barranco de los Pozos y el río Turia. Para algunos autores (como el arqueólogo Miguel Roselló) era una ciudad muy importante y con mucha densidad de población, fechada a finales del siglo VI por las características encontradas: murallas que envuelven el recinto, las torres que indican que se trataba de un emplazamiento fortificado…
Los restos, que ocupan una superficie aproximada de 4 hectáreas, son considerados por otros autores como un núcleo de población o un campamento militar e incluso un importante puerto fluvial por el que se trasportaban cultivos y metales desde el interior hasta Valencia con destino Roma.
Durante el siglo XX se desarrollaron diferentes excavaciones y campañas arqueológicas para profundizar en el conocimiento de este emplazamiento. Así, en 1927, el Centro de Cultura Valenciana se ocupó del yacimiento; pudiéndose mencionar las actuaciones dirigidas por Domingo Flecher en 1952, Gerardo Pereira entre 1978-1979 y por Carmen Aranegui en 1980.
Estos estudios permitieron descubrir e identificar un edificio de grandes dimensiones; por los materiales empleados en su construcción (sillares trabajados), y por su estructura, se catalogó como una basílica paleocristiana. Posteriormente, otras campañas descubrieron gran número de habitáculos y una cocina con restos cerámicos y de huesos de animales, por lo que la hipótesis actual es que se trata de una construcción de uso doméstico, con espacios dedicados a almacén o paso de aguas, que demuestran la importancia y extensión de la edificación.
En julio de 2023 se encontró la osamenta de un niño de alrededor de los siete u ocho años. En octubre el Instituto Catalán de Arqueología Clásica comenzó una excavación en profundidad.